# Голеневский, Михал
Ми́хал Франци́шек Голене́вский (пол. Michał Franciszek Goleniewski; 16 августа 1922, Несвиж — 12 июля 1993, Нью-Йорк) — польский разведчик и перебежчик, подполковник Войска Польского, сотрудник польских спецслужб (Министерство общественной безопасности ПНР и Служба безопасности ПНР) в 1945—1961 годах. В 1958 году он пошёл на сотрудничество с ЦРУ и выдал им группу агентов СССР и стран Восточного блока, действовавших в Западной Европе и США, а в январе 1961 года бежал в США, получив там политическое убежище и гражданство. На родине он был приговорён к смертной казни за разглашение государственной тайны: считается, что из всех польских перебежчиков он нанёс наиболее серьёзный ущерб спецслужбам ПНР. Вплоть до 1964 года он сотрудничал с ЦРУ.
В дальнейшем Голеневский стал известен как самозванец, выдававший себя за якобы спасшегося от расстрела наследника российского императорского престола Алексея Николаевича, а также открыто выдвигавший претензии на наследство Романовых. В 1964 году Голеневский женился в Нью-Йорке на немке Ирмгард Кампф, бежавшей из Восточной Германии в США вместе с ним, и венчался с ней по православному обряду: на момент свадьбы Ирмгард была на 9-м месяце беременности, а спустя некоторое время родила дочь Татьяну. Свадьба вызвала огромное возмущение среди представителей русской эмиграции, поскольку им стало известно, что у Голеневского в Польше остались жена и дети от предыдущих отношений. ЦРУ, поставленное в неловкое положение скандальными заявлениями Голеневского о Романовых, отправило того в отставку.
После своей отставки Голеневский не раз подавал иски против ЦРУ и правительства, обвиняя их в том, что те не позволили ему ни разу официально выступить с заявлениями относительно его происхождения. От своих заявлений об отождествлении себя с Алексеем Николаевичем Голеневский не отказывался вплоть до своей смерти в 1993 году. Ряд сотрудников западных спецслужб полагал, что все заявления перебежчика о его связи с семьёй последнего российского императора были аргументом в пользу наличия у Голеневского какого-то психического расстройства. В то же время в польской разведке было распространено мнение, что действия Голеневского были частью некоей оперативной игры, которая в определённый момент вышла из-под контроля.

## Ранние годы
Родился 16 августа 1922 года в городе Несвиж, центре Несвижского повята Новогрудского воеводства Второй Республики Польши (ныне центр Несвижского района Минской области, Беларусь). Отец — Михал (29 сентября 1883 — 17 мая 1952), родился в местечке на границе Царства Польского, по профессии был бухгалтером; после войны руководил винокурней; похоронен в Вольштыне (при этом на могильном памятнике ошибочно указан 1893 год рождения). Мать — Янина Голеневская, урождённая Турыньская. Дед и бабка по отцовской линии — Антоний и Марцела (в девичестве Бучинская или Бечинская). В детстве Михал переехал с родителями в местечко Цосанец под Вольштыном, где окончил общеобразовательную школу (по другим данным — только 4 класса гимназии) и получил аттестат о среднем образовании. В беседах с представителями ЦРУ Голеневский давал заведомо ложные сведения о том, что якобы отучился три года в Познанском университете на юридическом факультете, а затем перевёлся в Варшаву и окончил в 1956 году магистратуру Варшавского университета, получив степень по политологии (в архивах университетов информация об учёбе Голеневского отсутствовала, а сама ложь была обоснована только стремлением поскорее получить американское гражданство).
Во время немецкой оккупации Польши он работал курьером и бухгалтером в немецком управлении «Reichsland» по вопросам имений, конфискованных у польского населения. Голеневский свободно говорил на немецком языке и мог даже изъясняться на нескольких немецких диалектах, что могло способствовать его трудоустройству в «Reichsland». В то же время подробности его деятельности во время войны не были изучены достаточно подробно. Михал утверждал, что его однажды арестовала немецкая оккупационная администрация, обвинив в том, что он состоял в некоей подпольной антифашистской организации. В конце 1944 года он тяжело заболел и находился в вольштынском госпитале в тот момент, когда в город вошла Красная Армия. В конце 1940-х годов в отношении Михала было возбуждено уголовное дело в связи с подозрениями в сотрудничестве с гитлеровцами, которое якобы имело место во время его работы в вышеозначенном управлении, однако обвинения не подтвердились.
Деятель разведки Министерства внутренних дел ПНР, полковник Генрик Босак утверждал, что Голеневский вступил в ряды Красной Армии и в 1944 году учился в некоей школе НКВД в Куйбышеве, по окончании которой якобы был направлен в Главное управление информации Войска Польского. О связях Голеневского с НКВД говорил и министр внутренних дел Польши в 1997—1998 годах и начальник Агентства разведки Польши в 2002—2004 годах Збигнев Семянтковский. Однако документальных источников, подтверждающих эти факты, не было найдено.

## Служба в органах госбезопасности

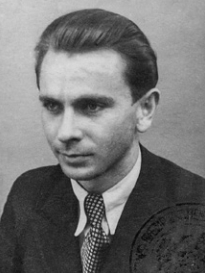
Голеневский, 1951 год

В 1945 году, после установления коммунистической власти, Михал вступил в Польскую рабочую партию (с 1948 года — Польская объединённая рабочая партия) и устроился на работу в Министерство общественной безопасности, принеся присягу 15 августа 1945 года и став сотрудником Зелёна-Гурского повятового управления общественной безопасности (в то же время Михал формально числился членом «Стронництва людова» на момент трудоустройства). Во многом Михалу помогал строить карьеру полковник Стефан Антосевич, на момент знакомства с которым Голеневский работал «вартовником» (пол. wartownik, букв. «стражник») — рядовым сотрудником управления в Новы-Томысле.
Голеневский окончил в июле 1947 года курсы начальников разведки повятового управления общественной безопасности (ПУОБ) в Легьоново. Интендант (26 марта 1946), референт (15 апреля 1946), старший референт (1 октября 1946), заместитель начальника управления (исполнял обязанности с 1 октября 1946 по 30 апреля 1947, формально заместитель с 1 мая 1947 по 31 мая 1948); исполнял обязанности начальника с 1 мая 1947 по 31 мая 1948. Позже переведён в Познанское воеводское управление общественной безопасности (ВУОБ), где занимал посты начальника городского отдела (1 июня 1948) и начальника I (контрразведывательного) отдела (15 декабря 1948). Утверждалось, что Голеневский за время работы в Познани сумел разоблачить нескольких бывших агентов гестапо, якобы занимавших высокопоставленные государственные должности в ПНР. Голеневскому, несмотря на оконченные всего 4 класса гимназии, при этом доверяли ответственные посты.
С 1 июня 1950 года по 31 мая 1953 года Голеневский был начальником I (контрразведывательного) отдела Гданьского ВУОБ. За время работы на этом посту он принял участие в раскрытии шпионских сетей, созданных польскими антикоммунистическими организациями: их лидерами были некто Винцентий Орлиньский, Казимеж Прайсс и Йоахим Шаак. Карьеру сотрудника служб безопасности продолжил в Варшаве, в 1-м управлении Министерства общественной безопасности (контрразведка), став начальником 9-го (аналитико-информационного) отдела 1 июня 1953 года не без протекции со стороны Антосевича и занявшись там вопросами оценки получаемой разведкой информации. Будучи начальником 9-го отдела, Голеневский руководил операцией польской контрразведки «Пауки» по разгрому группировки членов «мельниковского» крыла ОУН, которое после войны напрямую финансировалось ЦРУ. Эта операция состоялась на волне успеха от радиоигры польской контрразведки с ЦРУ и MI6, которая велась от имени антикоммунистической организации «Свобода и независимость», в которую польские спецслужбы внедрили своих людей: польская разведка отправляла от имени этой организации фальшивые отчёты на Запад о деятельности подполья, убеждая западные спецслужбы в необходимости дальнейшего финансирования «Свободы и независимости», а 27 декабря 1951 года в эфире Польского радио официально сообщили о сути проведённой радиоигры.
15 марта 1955 года Голеневский был назначен заместителем директора 2-го управления Комитета общественной безопасности ПНР (контрразведки) — преемника 1-го управления МОБ, а 14 декабря того же года переведён на должность заместителя начальника Главного управления информации при Министерстве национальной обороны. В 1956 году после проведённых реформ, связанных с политическими процессами в стране, Министерство общественной безопасности оказалось в ведении Министерства внутренних дел ПНР, и Голеневский, отозванный из армии, стал сотрудником 1-го управления МВД. Партком МВД перед переводом Голеневского в 1-е управление рассматривал дело о «злоупотреблении полномочиями», возбуждённое против него в октябре 1956 года: его обвиняли в том, что он за время работы во 2-м управлении неподобающим образом относился к подчинённым (например, созывал ночные совещания, на которые не приезжал). Члены комиссии, рассматривавшие его дело, дали на него отрицательную характеристику и не рекомендовали его для дальнейшей работы в органах безопасности. Тем не менее, Коллегия МВД сочла обвинения необоснованными и приняла решение перевести его в разведку.

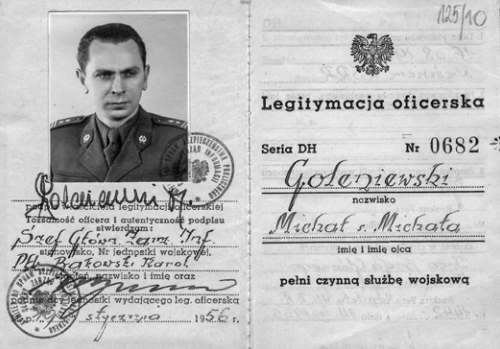
Удостоверение от Главного управления информации, 1956 год
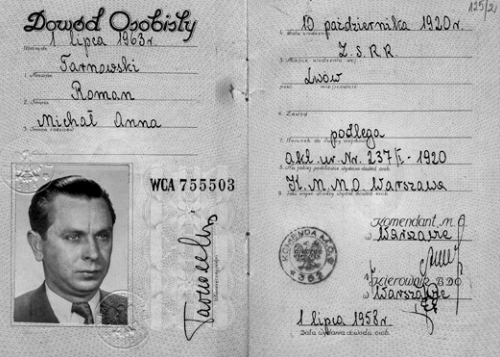
Паспорт на имя Романа Тарновского, 1958 год
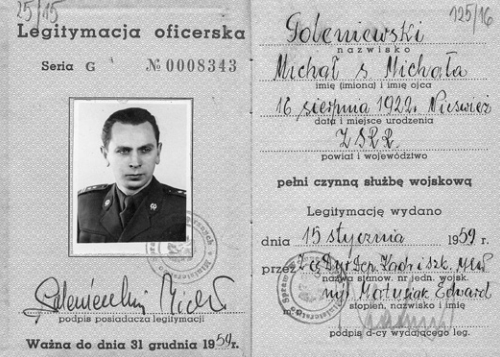
Удостоверение от 1-го управления МВД ПНР, 1959 год

1 февраля 1957 года он был назначен начальником 6-го (научно-технического) отдела 1-го управления МВД в звании подполковника: по некоторым данным, в его подчинение входили 65 человек. За время всей службы ему присваивались следующие звания: сержант (1945), хорунжий (1946), капитан (1950), майор (1951) и подполковник (1955), причём в разговоре с ЦРУ Голеневский уверял, что в том же 1955 году вышел в отставку из армии. Занимая руководящую должность, Голеневский лично участвовал в разных разведывательных миссиях, отправляясь за границу под легендой журналиста из Польского агентства печати Романа Тарновского (пол. Roman Tarnowski), родившегося 10 октября 1920 года во Львове; в донесениях своему руководству подписывался как «Роман» или «Стефан». Назначение Голеневского на должность начальника научно-технического отдела могло быть связано и с его опытом работы в Гданьске, куда контрабандистами в годы Холодной войны доставлялись разные товары и передавалась информация разного характера (в том числе и секретные данные): 6-й отдел работал с информацией, связанной с последними достижениями в сфере военной техники, а у Голеневского могли быть соответствующие навыки и умения, позволявшие ему получать информацию и о современных технологиях. Однако сотрудник разведки Шчепан Мисюра утверждал, что под руководством Голеневского работа в 6-м отделе застопорилась и застыла: деятельность отдела сводилась только к забастовкам, а работа велась спустя рукава.

## Психологический портрет
С одной стороны, Голеневский характеризовался как прилежный сотрудник польских спецслужб, умевший добиваться успеха при выполнении задания. Он имел прекрасные организаторские способности, был идейным коммунистом, пользовался большим доверием со стороны польских и советских спецслужб, а также отличался феноменальной памятью, помня подробности каждой своей встречи и почти каждого решения своего начальства. Было известно, что Голеневский не употреблял алкоголь. Официально сохранилась следующая характеристика на Михала во время первых лет его работы в МОБ ПНР:

Твёрдый, полон энергии и энтузиазма, служит примером для других. Серьёзно и с умом подходит к выполнению работы, заслужил уважение всего Управления. Обладает хорошей ориентацией, поэтому на новой должности быстро осваивается. Умеет хранить тайны; добросовестный, заслуживающий доверия сотрудник.
Оригинальный текст (пол.)Stanowczy, pełen energii i zapału, świeci przykładem dla innych. Poważny i inteligentny w obejściu, zdobył sobie szacunek całego Urzędu. Cechuje się dobrą orientacją, więc prace na nowym stanowisku szybko opanowuje. Jest tajemniczym sumiennym, pełnym zaufania pracownikiem.

В июне 1947 года первый секретарь повятового комитета ПОРП Игнаций Врубель в одном из писем высоко отозвался о Голеневском, уже занимавшем руководящую должность, характеризуя его как человека, проявляющего «выдающиеся беспристрастность, преданность и трудолюбие» и пользующегося уважением со стороны общественности и ПОРП. По словам контрразведчика Тадеуша Шадковского, Голеневский был «правой рукой» заместителя начальника 1-го управления МОБ Юлиана Конара и даже стремился в будущем стать его преемником; в то же время начальник 1-го управления Витольд Сенкевич утверждал, что Голеневский часто работал по вечерам и интересовался деятельностью 2-го управления и Внутренней военной службы.
Однако коллеги Голеневского отмечали ряд серьёзных недостатков в его характере, называя его «эгоцентристом особой породы» и «тщеславным до преувеличения». У Михала наблюдались мания величия и самомнение, вызванные его убеждениями в том, что он может справляться с некоторыми задачами лучше своих подчинённых. Шадковский и Сенкевич утверждали, что у Михала не было подлинных друзей и он не поддерживал контакты с коллегами, выглядя психически неуравновешенным и жалуясь на постоянную слежку, но в то же время, по мнению Сенкевича, хвастаясь своими связями с высокопоставленными лицами. Бывший сотрудник 1-го управления Мечислав Рысинский отмечал, что Голеневский мнил себя чуть ли не «офицером императорской гвардии» и раздражал всех высокомерием, дерзостью и снисходительностью к своим сотрудникам. Для Голеневского был характерен и садизм, особенно ярко проявившийся во время работы в ПУОБ и допросов арестованных польских антикоммунистов: по словам арестованного члена движения «Свобода и Независимость» Росцислава Котвицкого, у Голеневского была при себе обтянутая кожей палка из плетёной проволоки, которой он постоянно избивал людей на допросах. В дальнейшем у Голеневского проявлялась даже страсть приписывать себе чужие заслуги, которую при этом считали плюсом в его работе, полагая, что «человека не всегда должным образом знают и оценивают».

## Семья
Первым браком Голеневский сочетался с русской женщиной по имени Анна Малиновская (в девичестве Дьяченко, р. 1926). Её во время Великой Отечественной войны угнали на принудительные работы в Германию. Она состояла прежде в браке с гражданином Польши, с которым проживала в Новы-Томысле: в 1944 году у них родилась дочь Галина. После смерти своего первого мужа Анна вышла замуж за Михала: в 1946 году она родила дочь Дануту, в 1950 году — сына Ежи, ставшего бас-гитаристом группы Breakout (умер в 1989 году). Однако с 1950-х годов у Анны развивалось серьёзное психическое заболевание, которое, по мнению одного из начальников Голеневского, Стефана Антосевича, могло быть вызвано пережитыми ужасами войны. Для Голеневского семейная жизнь стала невыносимой. Он нередко писал в отчётах к своему начальству о серьёзной болезни своей жены, однако все попытки врачей вылечить жену оказались бесполезными, а в 1958 году у Анны диагностировали бредовую шизофрению. Михал по совету врача переехал жить к своей матери Янине, хотя утверждал, что жена сама выгнала его из дома. Анна же ещё в январе 1957 года решила уехать в СССР, заявив о намерении забрать с собой Галину и восстановить советское гражданство. Со слов самого Голеневского, формально развод так и не был оформлен.
В июле 1957 года, во время одной из своих командировок Михал познакомился с жившей в Восточном Берлине немкой по имени Ирмгард Маргарета Кампф (нем. Irmgard Margareta Kampf, род. 6 января 1929 года в Берлине), работавшей секретарём в берлинской средней школе № 13 (нем. Oberschule No. 13) и содержавшей своих родителей-пенсионеров (в Gazeta Wyborcza она упоминается под именем «Инга Кампф»). Ей он представлялся как польский журналист Роман Ян (пол. Roman Jan), сотрудничавший с изданиями ГДР, утверждая, что якобы во время Второй мировой войны был «офицером запаса» и состоял в польском партизанском подполье, а всю его семью (за исключением матери) якобы истребили гитлеровцы. Долгое время Михал не сообщал о своей связи с Ирмгард начальству: в первой половине 1959 года заместитель начальника 1-го управления полковник Генрик Соколяк заметил, что Голеневский чаще обычного ездил в ГДР, однако в марте 1960 года проверка в полевых условиях, проведённая Соколяком, не выявила ничего подозрительного. При этом втайне от Ирмгард у Голеневского были отношения с некоей жительницей Варшавы. В сентябре 1960 года Министерство внутренних дел узнало о встречах Голеневского с Кампф, после чего потребовало объяснений от последнего и затем объявило его временно «невыездным», что стало потрясением для Голеневского: его подчинённый подпоручик Ян Биштыга до тех пор, пока не узнал причину плохого состояния своего начальника, долгое время считал того «подсевшим» на наркотики.
В октябре 1960 года Голеневский связался со своим адвокатом, чтобы попытаться добиться развода с первой женой и жениться на новой возлюбленной, а в ноябре отправил в 1-е управление объяснительную на 9 страницах, где написал, что знаком с Ирмгард с 1958 года (хотя познакомился на самом деле в 1957 году), убеждён в её преданности государственному и общественному строю ГДР; отметил её черты характера, наиболее привлекательные для него, и выразил намерения жениться на своей новой подруге. Однако поскольку развод с женой был юридически сложным процессом, а Голеневский оставался действовавшим кадровым сотрудником МВД ПНР, даже факт, что Ирмгард была гражданской дружественной ГДР, не убедил 1-е управление МВД ПНР снять запрет на выезд за границу для дальнейших встреч с Ирмгард. Голеневский вознамерился добиться снятия статуса «невыездного» любой ценой, хотя в случае неудачи рисковал быть уволенным из министерства вообще. На стороне 1-го управления в этом споре был и глава МВД Владислав Виха. В итоге Голеневский 22 декабря написал Витольду Сенкевичу запрос о разрешении на деловую поездку в Берлин и пребывание там с 26 декабря 1960 года по 3 января 1961 года: он утверждал, что собирается там объясниться с Ирмгард и расстаться с ней. Заместитель главы МВД ПНР Мечислав Мочар, отвечавший за надзор над разведкой, позже встретился с Голеневским по этому поводу и дал ему «добро» на поездку; дату возвращения перенесли на 8 января.

## Двойной агент

### Вербовка ЦРУ
Во время пребывания в командировке в Швейцарии, длившейся с 24 марта по 3 апреля 1958 года, Голеневский 1 апреля направил американскому послу в Берне Генри Дж. Тейлору посылку, куда входили два письма на имя Тейлора и директора ФБР Эдгара Гувера с предложением им своих услуг в адрес ЦРУ в качестве агента, и серия документов со сведениями о деятельности спецслужб Восточного блока в Европе и инструкциями о форме дальнейших контактов. Письмо было подписано псевдонимом «Снайпер» (нем. Heckenschütze, англ. Sniper) с указанием того, что автор является высокопоставленным сотрудником разведслужб одного из государств Организации Варшавского договора (без указания конкретной страны). Доподлинно неизвестно, что именно заставило Голеневского пойти на сотрудничество с американцами: по мнению его первой жены Анны и её дочери Галины, высказанному уже после смерти Голеневского, Михал совершил это по идеологическим мотивам. Версию об идеологических мотивах поддерживал писатель Тим Тейт, который утверждал, что Голеневский, в отличие от большинства перебежчиков из стран соцлагеря, считал коммунистическую идеологию неприемлемой для себя. По другой версии, Михал решил бежать на Запад вместе со своей возлюбленной Ирмгард из-за обиды на начальство, которое не позволяло ему развестись и вступить повторно в брак.
Согласно Теду Шекли, первая попытка Голеневского выйти на связь с американцами имела место несколько недель тому назад, когда он пытался связаться с консульством США в Берлине. По словам сотрудника ЦРУ Теннента Бэгли, изначально американцы заподозрили факт возможной советской провокации, поэтому долго и тщательно изучали всю посылку вплоть до бумаги, на которой было написано письмо, пока не удостоверились, что это не фальшивка и что письмо действительно было направлено из польской разведки. Предложение Голеневского о сотрудничестве было принято: сигналом стала публикация некоего рекламного объявления в газете Frankfurter Allgemeine Zeitung. Так между «Снайпером» и ЦРУ завязалась переписка: письма от Голеневского направлялись по определённому адресу в Западный Берлин, а позже связь стала поддерживаться через так называемые «мёртвые почтовые ящики» в Варшаве. Отправитель всех сообщений из ЦРУ подписывался как «Гувер» (англ. Hoover), вследствие чего Голеневский был убеждён, что ведёт личную переписку с Гувером и что предлагаемая им информация также направлялась в ФБР.
В дальнейшем в ЦРУ, проанализировав содержимое сообщений, пришли к выводу, что их неизвестный информант «Снайпер» работает на польские спецслужбы. Дело Голеневского получило название «BE/Vision», под которым и рассматривалось ЦРУ в дальнейшем. Благодаря его сообщениям разведывательное сообщество США в итоге заполучило важную информацию не только об агентуре КГБ и стран Восточного блока, но и о сосредоточении советских войск в Европе. Голеневский проходил в документах ЦРУ как «Снайпер», а в документах MI6 — как «Лавиния» (англ. Lavinia).

### Разоблачённые агенты
В апреле 1959 года Голеневский сообщил резидентам ЦРУ в Европе первые сведения о советской агентуре, рассказав о двух высокопоставленных сотрудниках советской разведки, действующих в Великобритании и передающих «Советам» совершенно секретную информацию, о чём агент ЦРУ Говард Роман (англ. Howard Roman) проинформировал своего связного в Нью-Йорке, Уолтера Белла (англ. Walter Bell). Один гипотетический агент, передавший минимум три секретных документа из архивов MI6, получил прозвище «Лямбда 1» (англ. Lambda 1), а второй, работавший в британском посольстве в Польше и завербованный в 1952 году, — «Лямбда 2» (англ. Lambda 2). Личность первого вскоре была установлена: им оказался Джордж Блейк, высокопоставленный сотрудник MI6, заместитель начальника отдела технических операций. Первый из трёх секретных документов MI6, переданный Блейком в Москву и затем переадресованный польским спецслужбам, содержал информацию о 26 польских гражданах — потенциальных целях вербовки со стороны SIS; второй — доклад отдела R6 за 1959 год о польской экономике; третий — фрагментом доклада о научно-технической разведке британских спецслужб. От Блейка СССР получил сведения об операции «Золото» по прокладке подземного туннеля в Восточный Берлин и попытке перехвата коммуникаций советских войск в ГДР. 3 апреля 1961 года Блейк, находившийся в командировке в Ливане, был вызван в Лондон, а 12 апреля арестован по обвинению в шпионаже в пользу СССР.
Позже удалось установить и второго агента «Лямбда 2», которым оказался работавший в Центре разработки подводного вооружения на острове Портленд Гарри Хоутон (он же «Шах», упомянут Голеневским как некто «Хьюйтон» — Huiton), завербованный ещё поляками в 1951 году и затем рекомендованный советской разведке в качестве источника информации. Было установлено, что Хоутон работал в паре со своей любовницей Этель Джи («Ася»): они передали в Москву такие совершенно секретные сведения, как шифры ВМС Великобритании, доклады британских военных атташе о численности и вооружении Северной группы войск, сведения о соединениях КВМС Великобритании и манёврах флота, а также характеристики кораблей и образцы противолодочного вооружения (в том числе сонары семейства ASDIC и бомбомёты Mk 10). По наводке Голеневского 7 января 1961 года сотрудниками Скотланд-Ярда были арестованы Хоутон, Джи, а также Конон Молодый (Гордон Лонсдейл), курировавший работу Хоутона; позже под арест были помещены и радисты («Дачники») — супруги Моррис Коэн (Питер Крогер) и Леонтина Коэн (Хелен Крогер).
Голеневский сообщил важные сведения о проникновении польских эмигрантов, завербованных польской разведкой, в государственные структуры США: одним из таковых «просоветских» шпионов оказался сотрудник Госдепартамента Эдвард Симанс (он же Эдвард Шиманьский), эмигрировавший из Польши в 1939 году и работавший потом в разных посольствах и консульствах (в том числе в Берлине, Москве, Владивостоке и Познани). Так, он работал в американском посольстве в Варшаве совместно со своей секретаршей Доротой Цвинар. Вскоре оба были арестованы по обвинению в шпионаже, однако результаты допросов ФБР с применением полиграфа и расследования Подкомитета внутренней безопасности Сената США привели к тому, что все обвинения в адрес Симанса и Цвинар пришлось снять. Последняя на всякий случай и вовсе обратилась в польское посольство с просьбой о политическом убежище. Вместе с тем другой сотрудник посольства США в Польше, Ирвин Скарбек, был тоже разоблачён: его раскрытие нередко приписывают Голеневскому, хотя в действительности Скарбека раскрыли на основе конфиденциальной информации от анонимного источника, отправившего письмо в американское посольство.
В марте 1959 года Голеневский отправил ЦРУ письмо с сообщением о наличии в рядах западногерманской разведывательной службы БНД двух советских агентов. Как выяснилось, на встрече руководителей контрразведывательных служб стран Варшавского договора руководитель советской делегации, начальник Второго главного управления КГБ СССР О. М. Грибанов выступил с докладом, в котором заявил, что в 1956 году шестеро сотрудников БНД посетили штаб-квартиру ЦРУ, и двое из этих сотрудников были агентами советской разведки. В некоторых источниках утверждается, что Голеневский выяснил от заместителя старшего консультанта КГБ при МВД Польши Андрея Раины имя одного из советских агентов в БНД — им был Хайнц Фельфе (он же «Хакке»). В то же время личность второго агента установить не удалось. Некоторые авторы утверждают, что Голеневский якобы присутствовал на встрече руководителей контрразведок, однако с учётом того, что с 1957 года Голеневский формально не числился в контрразведке, это утверждение считается спорным.
Голеневским были раскрыты и другие советские разведчики: сотрудник MI6 Ким Филби; сотрудники организации Гелена и БНД Ганс Клеменс («Пауль») и Петер Фурманн («Петер»), друг Клеменса адвокат Эрвин Тибель и сеть агентов КГБ в Карлхорсте; высокопоставленный сотрудник Министерства обороны Израиля и заместитель начальника оперативного отдела генерального штаба ЦАХАЛ Исраэль Беер («Товарищ Курт»), полковник ВВС Швеции Стиг Веннерстрём («Орёл») и некоторые другие. При этом Голеневский в письме от 25 января 1960 года по ошибке причислил к действовавшим сотрудникам польской разведки Ежи Брина, который в прошлом служил в военной разведке, но в 1957 году был переведён на гражданскую службу, а в 1959 году, будучи первым секретарём польского посольства в Токио, оказался в США (позже он пытался убедить польские власти, что ЦРУ похитили его и пытались склонить к сотрудничеству).
Всего с января по апрель 1961 года на Западе было арестовано 12 человек, которых выдал Голеневский: 10 из них были арестованы в США, двое в ФРГ. Всего же им было выдано 240 агентов советской разведки и дружественных СССР разведслужб, а всего американцами было открыто около двух тысяч дел в отношении лиц, подозревавшихся в работе на разведслужбы Восточного блока. Вместе с тем нет убедительных доказательств, что именно Голеневский, а не кто-то другой из агентов западных разведок помог разоблачить многих вышеозначенных агентов (на примере Беера и Веннерстрёма). Некоторыми ошибочно утверждается, что Голеневским был разоблачён помощник британского военно-морского атташе в Москве Джон Вассалл: его на самом деле выдал перебежчик из КГБ Анатолий Голицын («Мартел»), сбежавший в декабре 1961 года в Хельсинки, но подтвердивший большую часть информации, которая была предоставлена Голеневским западным спецслужбам.

### Оценка нанесённого ущерба
Всего Голеневским с апреля 1958 по декабрь 1960 года было отправлено в резидентуры ЦРУ 14 посылок с письмами и конфиденциальной информацией, причём только после второй или третьей посылки американцы отбросили все сомнения по поводу возможных провокаций и убедились в подлинности передаваемых данных. Все письма были написаны на немецком языке: каждое письмо содержало несколько разделов, посвящённых конкретным вопросам и включавших кодовые имена и данные о советских разведывательных операциях. Им были переданы 5 тысяч документов польских спецслужб и около 800 документов советских спецслужб, скрытых на 160 микрофильмах. Согласно утверждениям Голеневского, всего он передал американцам 2 тысячи микрофильмов с секретной информацией, сохраняя при этом свою анонимность и не разглашая все свои персональные данные, но при этом рассчитывая на щедрое вознаграждение за услуги; 160 машинописных документов с информацией общего характера и 5 тысяч страниц с совершенно секретными сведениями (система советских разведывательных спутников; данные о сотрудниках спецслужб ПНР и ГДР в Западной Европе и США; сведения о вопросах военного, экономического, политического и научного характера, связанные с ОВД). Американцам было сообщено и о прослушивании посольства США в Варшаве и квартир американских дипломатов в Польше.
Деятельность Голеневского полностью парализовала работу 4-го отдела (разведка во Франции, Италии, Швейцарии, Бельгии, Нидерландах и Ватикане) 1-го управления МВД ПНР, а поскольку в Польше не знали, кто был сдан и кто перевербован Западом после «слива» Голеневским информации ЦРУ, всем польским агентам поступил приказ немедленно прекратить выполнение всех заданий. Как позже выяснилось, Голеневский выдал 31 разведчика ПНР, часть из которых была затем перевербована ЦРУ, а также передал информацию о 26 польских чиновниках, которых британцы рассматривали как потенциальных кандидатов для контакта. Оценки того, кто был в принципе известен Голеневскому, разнятся: 1-е управление МВД ПНР (внешняя разведка) сообщало об около 90 % работавших в Польше и за рубежом разведчиков, которых знал Голеневский, хотя более молодые кадры ему не были знакомы; 2-е управление МВД ПНР (контрразведка) полагало, что Голеневский знал около 70 человек, половина из которых находилась на момент за границей. По более поздним оценкам, Голеневский мог знать минимум 92 агента и 131 сотрудника иных подразделений, а также около 40 операций, в которых они были вовлечены. Точное число агентов не установлено, хотя предполагается, что Голеневский мог знать абсолютно все дела, которыми занимался, и всех агентов, с которыми контактировал. По оценке Петра Гонтарчика, Голеневский мог раскрыть около 100 сотрудников польской разведки, которые занимали разные должности в посольствах и консульствах ПНР на Западе. По словам полковника Витольда Сенкевича, своим предательством Голеневский нанёс польской разведке намного более серьёзный ущерб, чем подполковник Юзеф Святло, бывший заместитель начальника 10-го управления Министерства общественной безопасности, который бежал в Западный Берлин в 1953 году после смерти Сталина.
Как было установлено на основании докладов Голеневского, около 80 % полученной СССР и Польшей информации носили характер секретной в тех странах, где она добывалась. Согласно Голеневскому, 6-м отделом были с 1957 по 1960 год заполучены многочисленные документы по вопросам машиностроения, металлургии, электроники, химии, вооружения и атомной энергетики. Он же сообщил список инспекторатов, образованных при 6-м отделе и занимавшихся изучением полученных документов. Среди выданной информации были сведения о сотрудничестве разведки МВД со многими министерствами и ведомствами Польши. Перед своим побегом Голеневский спрятал под одним из деревьев в Варшаве в тайнике фотокопии некоторых документов, о чём своевременно сообщил своим кураторам из ЦРУ. Военный суд Варшавского военного округа в обвинительном заключении постановил, что Голеневский также присваивал крупные суммы денег во время своей работы: в 1958—1960 годах им были присвоены 550 долларов США и 200 фунтов стерлингов, которые он получил по фальшивым квитанциям, предъявленным агенту Тадеушу «Тетсе» Саксу. С 27 декабря 1960 по 4 января 1961 года им были присвоены ещё 16 300 западногерманских марок, 300 долларов США и 600 восточногерманских марок (из них 11 300 западногерманских марок он взял из кассы МВД ПНР перед отъездом в Берлин). Как выяснилось, все эти деньги он переводил на счёт Ирмгард, однако Штази не заметили абсолютно ничего подозрительного и не обратили внимание на то, что зарабатывавшая всего 300 марок в месяц Ирмгард не могла собрать такие большие сбережения и позволить себе дорогую британскую одежду, французские меха и швейцарские драгоценности, которые ей тоже дарил Голеневский.

## Побег в США
Ирмгард, утверждавшая, что при коммунистах спокойной жизни не будет ни у неё, ни у Михала, настояла на том, чтобы оба при первой возможности сбежали на Запад. В декабре 1960 года Голеневский по телефону дозвонился в американское посольство в Западном Берлине, подтвердив свою идентичность со «Снайпером», представившись своим настоящим именем и попросив о встрече. Вечером 25 декабря он прибыл на поезде в Берлин по паспорту на имя Романа Ковальского (пол. Roman Kowalski). Перед отъездом он взял из кассы 1-го управления сумму в 11 тысяч западногерманских марок и передав часть суммы своему подчинённому Яну Биштыге с указанием привезти эти деньги в Берлин (тот передал их другому разведчику, майору Ежи Кендзерскому). Вскоре он объявился в посольстве вместе с Ирмгард Кампф под именем Ковальского, потребовав для себя и своей подруги политического убежища на Западе. При этом Голеневский неприятно удивился крайне холодному приёму, поскольку ожидал встречи с сотрудниками ФБР: хотя Голеневский прекрасно знал о разграничении деятельности ЦРУ и ФБР, из-за подписи «Гувер» он искренне полагал, что ведёт переговоры с руководством ФБР и что против упомянутых им лиц, сотрудничавших с советской разведкой, ФБР уже должна была начать расследование. Как позже выяснилось, у Голеневского были более чем серьёзные основания требовать убежища на Западе: Джордж Блейк незадолго до своего разоблачения предупредил КГБ о наличии агента ЦРУ в кругах польской внешней разведки, которым и был Голеневский; в июле 1960 года аналогичное сообщение должно было поступить от КГБ полякам.
27 декабря он встретился в Берлине с Биштыгой и Кендзерским, получив от них сумму, а затем договорился с ними о дальнейших встречах и приступил к выполнению заявленных оперативных задач. Почти за месяц до этого, 1 декабря в Восточном Берлине Голеневский встретился с берлинским резидентом польской разведки, полковником Владиславом «Реном» Михальским, и запросил у него сумму в размере около 13 тыс. западногерманских марок и 1100 британских фунтов к 4 или 5 января: поскольку подобные суммы были примерно в три раза выше обычных расходов, требовалось соглашение штаб-квартиры. Вечером 3 января 1961 года в 21:00 Голеневский прибыл в штаб-квартиру и получил сумму в 5 тысяч марок от Михальского, а около 22:20 отправился к дому Кампф, который находился в 150 м от границы между Восточным и Западным секторами (разделявшую сектора стену возвели только через полгода). В 23:00 Ирмгард и Михал покинули родительский дом, взяв только сумки. 4 января в 17:30 Голеневский позвонил из телефона-автомата в консульство США и сообщил пароль для связи с ЦРУ, а через полчаса они на такси добрались до консульства США, где их встретили сотрудники ЦРУ во главе с резидентом Дэвидом Мёрфи. Эта встреча состоялась, по разным данным, в 18:00 или 18:06.
Голеневский, представившись своим подлинным именем, объяснил обстоятельства, которые привели к этой встрече. Ирмгард и Михал затем отправились во Франкфурт-на-Майне, а 5 января прибыли в Висбаден на базу ВВС США, где их ждал агент ЦРУ Гомер Э. Роман (англ. Homer E. Roman), он же Говард Роман (англ. Howard Roman). В ночь с 11 на 12 января на военном самолёте с пересадкой на Азорских островах оба в сопровождении Романа перелетели в США, совершив посадку на авиабазе ВВС Эндрюс, откуда 16 января прибыли на станцию ЦРУ Эшфорд-Фарм (штат Мэриленд), где и началась серия допросов Голеневского, длившаяся несколько месяцев при участии агентов британских спецслужб. При этом Голеневский умолчал о своих семейных проблемах как об одном из факторов, способствовавших его бегству в Западный Берлин. Через несколько дней после своего прибытия в США Ирмгард и Голеневский официально расписались. 16 сентября 1961 года Голеневский заключил с ЦРУ соглашение, в соответствии с которым ему в течение года обеспечивались финансовая поддержка, безопасность проживания и медицинская помощь со стороны американцев. 5 марта 1962 года Михал и Ирмгард переехали в Нью-Йорк при помощи ЦРУ, а 16 июня 1962 года срок заключённого Голеневским с ЦРУ соглашения был продлён ещё на один год. 7 января 1963 года Голеневскому официально предоставили в США политическое убежище, а затем он решением Сената США за номером H.R.5507 от 10 июля 1963 года получил американское гражданство за большую помощь, оказанную США в ведении политической и военной борьбы против СССР. В том же году Голеневский убедил ЦРУ выдать ему личное огнестрельное оружие, поскольку опасался, что польская разведка попытается ликвидировать его как государственного изменника.

## Реакция ПНР

### Следствие и суд
6 января 1961 года польская разведка обнаружила, что Голеневский исчез. Сотрудники Штази, долгое время наблюдавшие за ним, провели обыск в квартире Кампф и обнаружили, что она забрала все свои ценные вещи, а вот портфель Голеневского с личными вещами там и остался. Факты могли говорить не только о побеге, но и о похищении. По распоряжению полковника Соколяка 12 января подполковник Чеслав Гвуздзь, майор Вячеслав Мачула и подпоручик Ян Биштыга провели обыск в рабочем кабинете Голеневского и обнаружили в его сейфе список всех дел, которым занимался 6-й отдел, вместе с именами сотрудников, ведших расследования этих дел. Как выяснилось, в конце ноября 1960 года Голеневский, ссылаясь на приказ свыше проанализировать все проведённые дела, отдал Гвуздзю распоряжение составить этот список. Документ, выпущенный в двух экземплярах (по 22 страницы машинописного текста), насчитывал 191 дело с кодовыми названиями; в списке фигурировали 45 агентов, 20 разведчиков-нелегалов, 87 госслужащих и 39 фигурантов расследований. Гвуздзь не только сообщил имена людей, фигурирующих в отдельных делах (расспросив подчинённых), но и занёс их в документ с указаниями, кто в каком деле фигурировал. Это говорило о факте возможного предательства: следствие предположило, что Голеневский мог сфотографировать этот документ. Как потом было установлено, Голеневский одолжил у Биштыги фотоаппарат Minox и шесть фотоплёнок, запросив у Кедзерского потом ещё одну плёнку, а незадолго до Рождества вернул фотоаппарат Биштыге и запросил ещё четыре плёнки якобы для обучения коллеги.
13 января всю польскую агентуру в Берлине оповестили об исчезновении Михала Голеневского, а 14 января Витольд Сенкевич сообщил в прокуратуру внутренних войск о его дезертирстве, при этом не имея убедительных доказательств на руках. Через двое суток прокуратура официально предъявила Голеневскому обвинения в дезертирстве. 19 января к расследованию подключилось Министерство государственной безопасности ГДР, глава которого Эрих Мильке передал полякам результаты предварительного расследования в отношении гражданина ПНР, идентифицированного как «Роман Тарновский», и гражданки ГДР Ирмгард Кампф, сообщив о подробностях знакомства и известных деталях исчезновения. 23 января приказом Министра внутренних дел ПНР № 214 Голеневский был отстранён от исполнения служебных обязанностей, а к 24 января у прокуратуры уже сформировались твёрдые основания для обвинений Голеневского в государственной измене: 1-е управление МВД ПНР стало получать информацию о массовых провалах агентуры Восточного блока. Рассматривалась всерьёз вероятность даже того, что Кампф была агентом ЦРУ или MI6, хотя в действительности разведка ГДР не нашла никаких доказательств подобного. 27 января Коллегия МВД по вопросам безопасности обсудила дело о побеге своего сотрудника за границу.
7 апреля варшавская прокуратура внутренних войск составила обвинительное заключение против Михала Голеневского. Суд прошёл относительно быстро: были допрошены несколько свидетелей, большая часть которых работала в 1-м управлении МВД ПНР, однако среди допрошенных не было Мечислава Мочара, который дал разрешение Голеневскому на выезд за границу. 18 апреля 1961 года военным судом Варшавского военного округа подполковник Михал Голеневский приговорён к смертной казни и лишён всех государственных и гражданских прав, наград и привилегий, а также разжалован в рядовые. Всё его имущество было конфисковано в пользу государства. Апелляция была отклонена 24 мая Верховным военным судом Варшавы, и в тот же день Голеневского официально уволили со службы. В мае 1961 года о предательстве Голеневского и его причастности к выдаче Хоутона стало известно КГБ СССР после соответствующего доклада 1-го управления МВД ПНР. 30 октября 1962 года Голеневский окончательно был исключён из списка личного состава Службы безопасности ПНР в связи с вынесением смертного приговора.

### Организационные реформы
Несмотря на вынесенный заочно смертный приговор Голеневскому, это не могло компенсировать колоссальный ущерб, нанесённый польской разведке его предательством. 6 апреля Витольда Сенкевича уволили с поста начальника 1-го управления МВД ПНР, переведя его в отдел кадров, а его преемником стал полковник Генрик Соколяк. Главой 6-го отдела 1-го управления МВД ПНР стал подполковник Тадеуш Шадковский, бывший начальник 3-го отдела (германского) 1-го управления, который должен был установить обстоятельства побега Голеневского, масштабы нанесённого им ущерба и восстановить прежнюю нормальную работу 6-го отдела. Предварительный список информации, которую мог выдать Голеневский западным спецслужбам, оказался крайне большим. Туда входили структура и кадровый состав Министерства общественной безопасности, Комитета общественной безопасности и МВД ПНР; структура и организация работы 2-го управления МВД; информация о деятельности Главного управления информации до 1957 года; персональные данные сотрудников 6-го отдела 1-го управления МВД ПНР (45 человек на Западе); структура, методы работы, данные о личном составе резидентуры 1-го управления МВД. Позже туда включили информацию экономического характера, в том числе сведения о ключевых промышленных предприятиях ПНР. Ущерб политического характера, нанесённый побегом подполковника на Запад, не поддавался оценке.
Начальник Голеневского, полковник Витольд Сенкевич констатировал, что побег нанёс серьёзный ущерб польским спецслужбам, парализовав всю научно-техническую разведку, создав угрозу разоблачения всем сотрудникам внешней разведки и подорвав доверие к польской разведке в принципе. В январе 1962 года в письме Мечиславу Мочару Соколяк сообщил, что побег Голеневского наряду с побегом ещё одного польского офицера разведки, капитана Владислава Мруза, парализовал работу всей внешней разведки и не позволил 1-му управлению осуществлять хоть какую-то активную деятельность вплоть до августа 1961 года. Управление вело исключительно аналитическую работу, восстанавливая сеть агентов и проводя свою полную реструктуризацию. В связи с этим пришлось отправить в отставку 73 сотрудника управления, 30 человек — перевести на другие должности; к середине мая 1961 года сменились 12 начальников отделов. По мнению Соколяка, удар по польской разведке нанесли в том году не только предательство Голеневского, но и Берлинский кризис.
После побега подполковника МВД ПНР занялся выяснением предположительных причин его бегства (дело «Телетехник»), передав ведение дела 3-му отделу 1-го управления МВД, который ограничился установкой негласного наблюдения за матерью беглеца Яниной («Продавщица»). В течение последующих лет, несмотря на помощь сотрудников из ГДР, польская разведка и близко не подошла к подлинной версии, а КГБ СССР отказался помогать в поиске беглеца. Оперативники начали вести слежку за его первой супругой Анной и сыном Ежи, который, имея какие-то проблемы с получением паспорта, якобы пытался связаться с отцом. В ПНР подготовили группу агентов, которых планировали отправить на Запад, выследить Голеневского и при крайней необходимости ликвидировать его, однако до этого дело так и не дошло.

## Дальнейшая работа на ЦРУ
Находясь в США, Голеневский сделал несколько заявлений, которые выглядели крайне неправдоподобными и заставили многих усомниться в адекватности самого разведчика. Так, в феврале 1966 года он причислил к советским агентам якобы оставшихся в живых начальника гестапо Генриха Мюллера (предположительно, погиб 1 или 2 мая 1945 года) и рейхсляйтера Мартина Бормана (покончил с собой 2 мая 1945 года, останки нашли в 1972 году), а также начальника гестапо в Данциге Якоба Лёлльгена. Позже к ним он причислил и начальника Главного управления СС Готтлоба Бергера, приписав всем вышеозначенным нацистским руководителям членство в некоей секретной организации, якобы созданной в 1944 году верхушкой Третьего рейха, которая смирилась с поражением во Второй мировой войне и решила присоединиться к СССР в борьбе против стран Запада. Помимо этого, Голеневский относил к агентуре КГБ будущего Госсекретаря США Генри Киссинджера (упомянул в 1963 году о том, что Киссинджер работает на КГБ под псевдонимом «Бор» или «Полковник Бур», и повторил это заявление в 1972 году), директора MI5 в 1956—1965 годах Роджера Холлиса, будущего директора MI5 (1972—1979) Майкла Хэнли («Гарриет») и даже иранского духовного лидера Рухоллу Хомейни. В дальнейшем из французских и китайских источников стало известно, что Киссинджера действительно пыталась завербовать советская разведка в 1945 году, чтобы не допустить сближения Китайской Республики и США, но потерпела неудачу. В августе 1976 года, уже после своей отставки, Голеневский заявил, что под личиной журналиста New York Journal American Гая Ричардса якобы скрывался Рейнхард Гейдрих, который подстроил свою гибель в 1942 году и перебрался в США
Заявления Голеневского об «агентах КГБ», которые якобы засели даже в Лэнгли, не раз попадали в СМИ, но характеризовались многими как «полная чушь». Сотрудник MI5 Питер Райт писал, что Голеневский к тому моменту «просто спятил», а сам Киссинджер в 1989 году в интервью назвал Голеневского «безумцем». Некоторые исследователи действительно предполагали, что у Голеневского начала развиваться шизофрения. В то же время начальник контрразведки ЦРУ Джеймс Энглтон и будущий директор Центральной разведки Ричард Хелмс расценили все эти заявления Голеневского как дезинформацию, специально поданную КГБ: Голеневский, по их мнению, якобы был перевербован и решил пожертвовать второстепенными агентами, чтобы спасти действительно ценных; писатель Чепмэн Пинчер приводил мнения сотрудников MI5, согласно которым Голеневский был под давлением сотрудников КГБ с 1963 года и вынужден был играть роль дезинформатора, хотя прежде выдавал предельно точную и подлинную информацию. Полковник Службы безопасности ПНР Витольд Сенкевич заявил, что версия о намеренной выдаче маловажных агентов намного более близка к истине; эту же версию поддерживал полковник Войск охраны пограничья Генрик Пецух, утверждавший, что Владислав Гомулка настаивал на казни Голеневского после его бегства, однако КГБ якобы вмешался в это дело и потребовал «отвязаться» от беглеца, не указав основания.
В дальнейшем Голеневский утверждал, что все возникавшие в 1948—1952 годах польские националистические антикоммунистические организации, на которые ЦРУ потратило около 1,18 млн долларов, были на самом деле подставными организациями, созданными МГБ СССР и МОБ ПНР для внедрения своих агентов на Запад, а арестованных польских националистов угрозами заставили сотрудничать со спецслужбами ПНР. Отчасти это заявление имело рациональные основания: МОБ ПНР в действительности проводило в 1948—1952 годах операцию «Цезарий» в виде радиоигры, создав фальшивую группировку внутри организации «Свобода и Независимость» — так называемое «5-е командование» (пол. V Komenda), которое стремилось дезинформировать агентуру ЦРУ и SIS. Им упоминалось существование управления «Д» во внешней разведке КГБ СССР, связанного с поставкой дезинформации спецслужбам стран-противников (имелась в виду служба «А»). Наконец, Голеневский приписал ЦРУ тайный перевод суммы в 1,2 млн долларов на счета неких сотрудников КГБ СССР, членов Коммунистической партии США и Итальянской коммунистической партии. Всего он проработал с ЦРУ до 1964 года (иногда в качестве даты окончания работы не совсем точно указывается 14 декабря 1963 года), раскрывая американцам содержимое переданных микрофильмов, указывая имена советских шпионов в Европе и описывая технику ведения разведки и осуществления вербовки КГБ и иными спецслужбами стран ОВД. Формально срок соглашения, заключённого Голеневским с ЦРУ, закончился 14 января 1964 года, хотя ещё 17 октября 1963 года между ними была достигнута договорённость о продолжении сотрудничества. По одним данным, Голеневский ушёл в отставку по собственному желанию, по другим — был принудительно уволен из ЦРУ после серии скандалов, связанных с его биографией и попытками выдать себя за цесаревича Алексея Николаевича: американцы были поставлены его заявлениями в неловкое положение. Энглтон утверждал, что прежде ЦРУ не сталкивалась с таким перебежчиком, у которого была столь сложная жизненная история.

## Самозванец

### Легенда

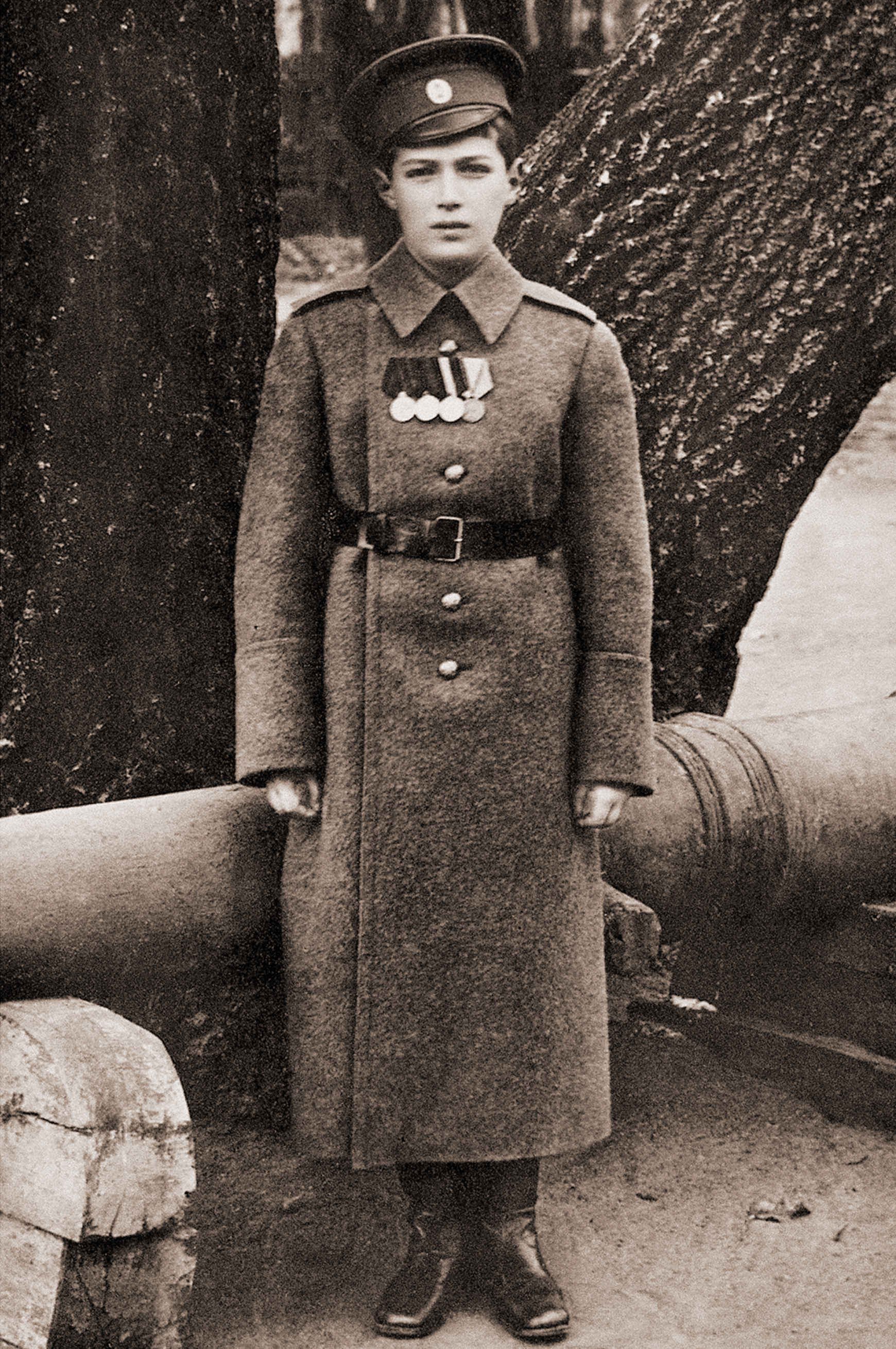
Цесаревич Алексей Николаевич, за которого выдавал себя Михал Голеневский

Требуя политического убежища, Голеневский сделал ещё одно сенсационное заявление, возможно, вызванное симптомами проявившегося некоего психического расстройства. Он заявил, что «Михал Голеневский» — не его настоящее имя, а лишь псевдоним. На самом деле его якобы звали Алексей Николаевич Романов, и он был тем самым цесаревичем, чудесным образом избежавшим расстрела в доме Ипатьевых. История Голеневского начиналась с утверждения о том, что весь расстрел царской семьи, случившийся в ночь с 16 на 17 июля 1918 года, был фикцией. По его словам, Яков Юровский якобы ещё в 1917 году помог царской семье бежать из Екатеринбурга: она скрылась в Турции, а оттуда через Грецию и Австрию в течение нескольких месяцев добиралась до Польши, где «осели многие из русских беженцев», и обосновалась в Варшаве. Николай II сбрил усы и бороду, став совершенно неузнаваемым; в 1924 году из соображений безопасности он сменил своё имя в паспорте на «Раймунд Турынский» (пол. Raymund Turynski), супруга сменила своё имя на «Марию А. Каминскую» (англ. Marie A. Kaminski), а наследник получил имя «Михал Голеневский». Семья обосновалась в Познани, ближе к границе с Германией.
Царь якобы дожил до 84 лет, скончавшись в 1952 году где-то под Познанью, а царица Александра Фёдоровна скончалась в том же 1924 году от сердечного приступа. По заявлению Голеневского, Ольга, Мария и Анастасия были живы, а сам цесаревич Алексей до 1928 года долго лечился от последствий не только гемофилии, но и малярии. «Алексей» с сестрой Анастасией отправились в США, чтобы снять деньги со счетов одного из банков Детройта, причём Анастасия отказалась возвращаться в Польшу. Сёстры Ольга и Татьяна перебрались в Германию, а Алексей и Мария остались в Познани вместе с отцом. Дальнейшие годы Алексей якобы провёл в Познани; на момент своего бегства в США Голеневский утверждал, что все четыре дочери Николая II были живы и он поддерживал с ними контакт, но умалчивал о том, что с ними случилось.
С 1930 года он числился в некоем антикоммунистическом движении «Всероссийское антибольшевистское подполье» (англ. All Russian Anti-Bolshevik Underground), созданном его отцом и ведшем антикоммунистическую борьбу. В 1944 году семья в связи с приближением красноармейцев якобы попыталась бежать в Португалию, но Алексей был кем-то отравлен, и планы бегства сорвались. В 1945 году он вступил по заданию подполья в ряды Войска Польского, а потом попал и в контрразведку. Продвигаясь по служебной лестнице, «Алексей» заполучил доступ к секретной информации — спискам агентов КГБ и МОБ на Западе, а также методам их подготовки и вербовки. Уже после бегства в США Голеневский заявил, что его отец оставил вклады во многих западных банках на сумму от 400 до 800 млн долларов. В январе 1964 года «Алексей» обратился в суд Гамбурга с требованиями признать его права наследования на имущество своих умерших родителей, заявив, что в случае отказа дальше будет добиваться признания своих прав на все банковские вклады, якобы оставленные родителями, до победного конца. Суд не нашёл оснований для удовлетворения требований Голеневского.

### Первые сомнения
В связи с тем, что Голеневский родился спустя 18 лет после Алексея Николаевича, у многих закрались первые подозрения в том, что это очередной самозванец, выдающий себя за кого-то из спасшихся членов царской семьи. Это был не первый случай, когда кто-то публично представлялся на Западе как спасшийся цесаревич Алексей: так, в 1927 году некто, представлявшийся как Евгений Николаевич Иванов, аналогично уехал из Польши на Запад и стал рассказывать всем о своём «чудесном спасении». Свой внешний вид, не соответствовавший возрасту, Голеневский объяснял влиянием гемофилии, «задерживавшей» его рост: по его словам, этот диагноз ему якобы подтвердил известный медик Александр Винер, первооткрыватель резус-фактора. Однако коллега Винера, доктор Ричард Розенфилд утверждал, что Винер не обладал достаточными знаниями, чтобы провести подобную экспертизу, а все документы и бумаги Винера после его смерти исчезли. В некоторых источниках утверждается, что у Голеневского тесты на гемофилию дали отрицательный результат. В то же время Кевин Купер писал, что Голеневский вырос болезненным человеком: он слегка прихрамывал при ходьбе, что могло быть объяснено перенесённым в детстве полиомиелитом.
В ЦРУ мелькали подозрения о психическом расстройстве Голеневского, хотя он с удивительной точностью излагал информацию об агентах советской разведки. Польская разведка была тоже обеспокоена заявлениями, поскольку в его личном деле, к удивлению руководства 1-го управления, отсутствовали как оригиналы документов за период, предшествовавший его службе в Министерстве общественной безопасности, так и сведения о его родителях. Документы могли быть либо уничтожены во время войны, либо уничтожены самими сотрудниками МОБ или утеряны, либо же их уничтожил намеренно сам Голеневский, сохранив лишь несколько копий. В пользу одной из этих версий говорил тот факт, что в октябре 1956 года некоторые из офицеров получили доступ к своим личным делам и, вероятно, могли изъять оттуда какой-то компрометирующий материал и безвозвратно его уничтожить (например, сведения о дисциплинарных нарушениях). Наконец, по мнению Мечислава Рысиньского, ссылавшегося на определённые выводы расследования МВД (которые в документах не присутствовали), Голеневский мог выполнять какое-то задание КГБ, притворяясь цесаревичем, чтобы заполучить доступ к якобы существовавшим вкладам царской семьи, хранившимся в каких-то западных банках.
Общественность, взбудораженная рассказом Голеневского, ожидала от ЦРУ проведения экспертизы, которая могла бы закрыть вопрос об отождествлении Михала Голеневского и цесаревича Алексея. Директор Центральной разведки Аллен Даллес в одном из интервью сказал, что не намерен комментировать подобную ситуацию ни сейчас, ни в дальнейшем, хотя Голеневский утверждал, что Даллес якобы беседовал с ним и сказал, что будь у Голеневского борода, он бы не отличил его от Николая II. 18 октября 1963 года еженедельник «Life» опубликовал статью, в которой некая Евгения Смит официально заявила, что является спасшейся великой княжной Анастасией Николаевной. Через два месяца, 28 декабря Голеневский позвонил Смит и договорился о встрече, которая состоялась 31 декабря: на ней «Анастасия», выслушав рассказ «Алексея», признала в нём своего брата, и подобные встречи повторились ещё несколько раз. Однако в дальнейшем в своей автобиографии Евгения утверждала, что являлась единственной выжившей из царской семьи, и отказывалась внести сведения о спасшемся «Алексее» в книгу, вследствие чего рассорилась с Михалом. Позже Михал заявил, что Евгения всё же не была обманщицей, однако в 1968 году её убили якобы «по распоряжению Ротшильдов» (реальная Смит дожила до 1997 года). Встреча с другой самозванкой, Анной Андерсон (она же Франциска Шанцковская), прошла достаточно гладко, но позже оба забыли друг о друге. Одним из немногих, безоговорочно признавших самозваного «царевича», был русский эмигрант Кирилл Шишмарёв, который утверждал, что неоднократно встречался прежде с цесаревичем в Царском Селе.

### Скандальная свадьба
Апофеоз этой истории пришёлся на 1964 год, когда подкомитет Палаты представителей США по вопросам иммиграции потребовал от ЦРУ вызвать Голеневского для дачи показаний по поводу его происхождения, однако получил отказ. К тому моменту его дважды вызывали в подкомитет Сената на допрос относительно советской агентуры, однако Голеневский так и не появился. После нескольких переносов заседаний в итоге Сенат решил, что допрашивать Голеневского не будет, и вместо него были допрошены свидетели из Госдепартамента: допрос подтвердил подлинность и точность сведений, изложенных в показаниях Голеневского о разоблачённых советских агентах. Объясняя причину того, почему Голеневского не допросили непосредственно, юрисконсульт подкомитета внутренней безопасности Судебного комитета Сената Джульен Гуд Сурвайн (англ. Julien Goode Sourwine) заявил, что Голеневский требовал выслушать сначала его показания по поводу происхождения и родства с царской семьёй, а уже потом собирался дать показания по советским агентам: Сенат счёл это неприемлемым.
30 сентября 1964 года, уже после срыва выступлений перед подкомитетами, Голеневский женился в Нью-Йорке на 35-летней Ирмгард Кампф, которая была на девятом месяце беременности. В документах он указал реальные личные данные реального Алексея Николаевича Романова (имя, дата и место рождения, имена родителей). Венчание по православному обряду совершил протоиерей РПЦЗ Георгий Граббе (будущий епископ Григорий), причём на венчании присутствовали две женщины, которых «Алексей» представил в качестве своих сестёр «Ольги Николаевны Романовой» и «Татьяны Николаевны Романовой». Позже разразился громогласный скандал: выяснилось, что Граббе пять раз посещал квартиру Голеневского в Куинсе перед венчанием, а сам получил ещё и более 10 тысяч долларов США за венчание. Скандал усилился, когда до русской эмиграции дошли сведения о том, что у Голеневского, католика по вероисповеданию, в Польше остались жена и дети, а его невеста Ирмгард вообще оказалась протестанткой. Спустя 30 лет Граббе заявил, что в 5 часов утра в тот день ему позвонил Голеневский и попросил его срочно приехать: в тот момент у Ирмгард начались схватки. По приезде Голеневский вручил священнику свидетельство о браке со вписанным именем Алексея Николаевича Романова и судебное решение, по которому сам поляк изменил своё имя на «Алексей Романов» (англ. Alexis Romanov), после чего попросил его провести венчание. Граббе оказался не в состоянии отказать «цесаревичу» и согласился: Ирмгард повезли срочно в госпиталь в Манхассет, где та родила девочку, которую назвали Татьяной. Однако Граббе запретили проводить крещение дочери и подвергли остракизму, заявив, что никаких доказательств спасения цесаревича не было и что это венчание было незаконным.
Спустя некоторое время у Татьяны обнаружили аппендицит, однако у Голеневского не хватало средств на оплату услуг врачей, и он вынужден был покинуть больницу с больной дочерью. Финансовые проблемы сводились не только к скромному пособию от ЦРУ (около 500 долларов в месяц), но и отсутствию медицинской страховки. Михал и Ирмгард с большим трудом собрали средства для оплаты медицинских услуг, и врачи в итоге спасли девочку, а правительство в последний момент также выделило небольшую сумму. Голеневский счёл подобные действия правительства оскорблением в свой адрес и подал в суд на ЦРУ и федеральное правительство, требуя от них компенсацию в размере 9706 долларов, которые были необходимы для реабилитации дочери. Позднее брак с Ирмгард был расторгнут, и Татьяну Михал больше не видел. Татьяна не раз писала Георгию Граббе (епископу Григорию) с просьбой помочь ей найти отца, однако тот не отвечал на её письма, объяснив это тем, что больше не хотел пересекаться с Голеневским.

### Подрыв репутации
23 декабря 1964 года полиграфолог ЦРУ Клив Бакстер в эфире развлекательной программы To Tell the Truth на телеканале CBS публично заявил о поддержке версии о том, что Голеневский и есть цесаревич, ссылаясь на якобы результаты экспертизы зубов и отпечатков пальцев. Однако никаких результатов не было обнародовано, и 20 января 1965 года в номере газеты Daily News вышла статья, в которой бывший глава информационно-аналитического отдела Герман Кимси (англ. Herman Kimsey) потребовал от ЦРУ предоставить результаты экспертизы, чтобы снять все вопросы и сомнения. Он же потребовал от ушедшего в отставку Даллеса или его преемника, действовавшего директора Джона Маккоуна, прервать молчание по поводу вопроса о Голеневском и Алексее, но руководство ЦРУ снова отказалось комментировать заявления Кимси. Вся волна скандалов и несостыковок лишь подтвердила, что Голеневский является не спасшимся цесаревичем Алексеем, а очередным самозванцем. Предполагается, что ЦРУ не только скептически восприняло все заявления Голеневского о его родстве с Романовыми, но и всячески воспрепятствовало его выступлению перед Конгрессом с показаниями о его происхождении.
Чтобы не устраивать очередные скандалы, Голеневского в 1964 году досрочно отправили в отставку, обязавшись выплачивать ему скромное пособие: он не простил подобных действий ЦРУ, расценив это как личное оскорбление, и впоследствии не раз отправлял открытые письма в разные инстанции с просьбой о материальной и юридической помощи, обвиняя управление в том, что оно не только не позволило ему рассказать «правду» о его происхождении, но и оставило без средств к существованию. Поляки полагали, что все заявления Голеневского о своём «царском» происхождении — преднамеренная игра на публику, затеянная ЦРУ, однако из истории самозванца и КГБ СССР, и Служба безопасности ПНР извлекли пользу, начав тайно поддерживать всех «левых» американских журналистов и конгрессменов, стремившихся дискредитировать ЦРУ и обвинить американцев в проведении своих операций на базе информации, предоставленной самозванцем, мошенником и психически нездоровым человеком. Серьёзный удар по репутации Голеневского нанёс австриец Экхард Маховски, который при поддержке сотрудников польских спецслужб выпустил в 1965 году в журнале «Express» серию статей о семье, которую Голеневский оставил в Польше; уговорившие его опубликовать этот материал капитан Юзеф Менджицкий и офицер венской резидентуры майор Антони Кныхала получили от руководства 1-го управления МВД ПНР крупную денежную премию. По словам Францишека Шляхцица, служба безопасности ПНР пыталась даже избавиться от Голеневского, однако так и не смогла это сделать.
Польская разведка продолжала поиски Голеневского: в качестве одного из вариантов «выкуривания» предлагалось сначала разослать огромное количество материалов и листовок по США с обвинениями Голеневского в мошенничестве и лжесвидетельстве, а затем с помощью одного из агентов польской разведки совершить анонимный телефонный звонок в одно из американских ежедневных изданий и сообщить о якобы гибели самозванца в автокатастрофе, чтобы растиражировать новость в ведущих американских, а в перспективе и в европейских газетах, и выкурить «закрывшегося» Голеневского. Эта задумка была реализована лишь частично 28 июня 1966 года сотрудниками польской резидентуры в Нью-Йорке, которые разослали анонимные письма американским сенаторам и журналистам с критическими заявлениями в адрес Голеневского как жулика и самозванца. Это привело к очередным дебатам в Сенате США, состоявшимся 27 июля и посвящённым контролю Конгресса США над ЦРУ, хотя в 1-м управлении МВД ПНР не узнали, использовались ли анонимные доносы на Голеневского в качестве аргументов. Публикацию анонимного сообщения в New York Times об отказе ЦРУ комментировать все заявления Голеневского в польской разведке расценили как свою маленькую победу.
Осенью 1967 года на след Голеневского вышел завербованный 1-м управлением МВД ПНР журналист Леопольд Денде (он же «Поля» и «Меля»), долгое время сотрудничавший со спецслужбами ПНР. В мае 1968 года Денде сообщил, что Голеневский мог проживать под именем «Франц Роман Ольденберг» (нем. Franz Roman Oldenberg), предоставив точный адрес, однако проверка не позволила установить, действительно ли беглец проживал там, а демонстративное отсутствие мер по защите дома навлекло поляков на мысль, что это ловушка, приготовленная ЦРУ. В дальнейшем 1-е управление МВД ПНР больше не предпринимало более решительных действий и лишь ограничивалось слежкой. Бывший начальник 3-го отдела (германского) 1-го управления МВД ПНР Генрик Вендровский утверждал, что большая часть историй о Голеневском была продана на Запад с тем, чтобы отвлечь внимание западных разведок (вполне успешно) и, пользуясь этим, попытаться ликвидировать последствия ущерба, нанесённого побегом подполковника.
В начале 1970-х годов в Варшаве объявилась некая женщина, которая якобы выдавала себя за великую княжну Марию Николаевну, и несколько иностранных журналистов даже взяли у неё интервью, опубликовав в книгах фотографии якобы спасшейся Марии. Однако большинство современных исследователей сходятся на том, что с журналистами беседу вела мать Михала Янина, которая якобы решила подыграть легенде сына и выступила в роли сестры самозванца: аргументами в пользу подобной версии являются многочисленные несостыковки в изложенной журналистам биографии «спасшейся» великой княжны. Существует и версия, что вся беседа с журналистами была частью некоей оперативной игры польских спецслужб, по итогам которой Янина якобы надеялась получить выездную визу.

## Дальнейшая жизнь
Остаток жизни Голеневский провёл в Нью-Йорке в Куинсе, где проживал по программе защиты свидетелей, перенеся даже пластическую операцию. Позже выяснилось, что его дом находился недалеко от здания уголовного суда Куинс-Каунти (англ. Queens County Criminal Court). Бывший агент получал скромное пособие от ЦРУ в размере 500 долларов, чего ему не хватало для нормального существования. Голеневский обвинял спецслужбы в том, что они попросту выбросили его на улицу и не позволили дать показания о своём происхождении, поэтому стал писать открытые письма в адрес многих инстанций и личностей. Среди адресатов этих писем были два директора Центральной разведки вице-адмирал Уильям Рейборн и его заместитель по оперативным вопросам и будущий преемник Ричард Хелмс, генеральный прокурор США Рэмси Кларк, Американский союз защиты гражданских свобод и даже Международный Красный Крест. Несколько раз Голеневский подавал в суд: так, в одном из исков он потребовал 50 тысяч долларов в качестве зарплаты, которую задержали ему в ЦРУ, а в другом — 100 тысяч долларов в качестве компенсации за конфискацию его имущества в ПНР.
С 1970-х годов Голеневский издавал ежемесячный журнал «Двуглавый орёл» (англ. Double Eagle), который был посвящён «государственному суверенитету и безопасности США и выживанию христианской цивилизации»: в нём он, подписываясь как наследник русского императорского трона и великий князь Алексей Николаевич Романов с перечислением всех регалий, публиковал статьи антисемитского характера, связанные с разными теориями заговора вплоть до «мирового правительства», а также антисоветские воззвания, обвиняя в работе на КГБ многих церковных деятелей, в том числе и митрополита Восточно-Американского и Нью-Йоркского РПЦЗ Филарета. В 1981 году, после того, как Русская православная церковь за рубежом канонизировала царскую семью, Голеневский устроил истерику и публично обвинил РПЦЗ в предательстве: та якобы была напичкана «шпионами КГБ» и из-за этого лишила его законного права на титул наследника царского престола. В 1983 году польская разведка прекратила любое наблюдение за Голеневским в связи с тем, что каких-либо серьёзных действий с его стороны касаемо вопросов национальной безопасности не наблюдалось. Однако, по оценке полковника Генрика Босака, именно предательство со стороны этого человека стало самым серьёзным случаем государственной измены за всю 45-летнюю историю существования Польской Народной Республики.
До конца дней Голеневский продолжал утверждать, что является истинным наследником русского престола, что некоторые списывали на обычное желание привлечь к себе внимание. Некоторые журналисты утверждали, что в архивах Госдепартамента США хранится сборник документов с названием «Romanov File», где собраны все сведения о расстреле царской семьи и о лицах, когда-либо утверждавших, что являются «спасшимися» от расстрела Романовыми, и в этом документе присутствуют все сведения о Голеневском. Однако Витольд Сенкевич, бывший начальник Голеневского, полагал, что вся история с «наследником царского престола» была спланированной оперативной игрой, исход которой, однако, ему не удалось застать, так как Сенкевича уволили после бегства Голеневского, да и сам он выступал против подобных мероприятий:

Дело Михала Голеневского должно было стать специальной оперативной комбинацией, которую организовали польская разведка, то есть Первое управление Министерства внутренних дел ПНР, и советская разведка, то есть Первое главное управление КГБ. Был ли Голеневский сумасшедшим, как хочет думать мой друг Генрик Вендровский? Я думаю, что Голеневский был не более сумасшедшим, чем все мы. Был ли он сотрудником ЦРУ, а мы об этом не знали? Он был сотрудником, но мы об этом знали. Потому что он сам нам об этом рассказал. Когда он получил предложение сотрудничества, то он приехал и рассказал. Я с ним лично говорил на эту тему. Только позже я узнал, что от советских товарищей поступил совет установить контакты с ЦРУ, но сделать это таким образом, чтобы со стороны казалось, что его завербовали американцы. Как известно, это ему удалось на «отлично». Следующим шагом должно было стать дезертирство Голеневского и разыгрывание спектакля с предъявлением претензий на русский престол. Помочь ему в этом готовилась даже женщина. Дезертирство было повторением того, что сотворил Юзеф Святло. У меня было, однако, несколько иное мнение по этому поводу. Я чувствовал, что не стоит повторять подобную операцию, не совсем успешную, за такой короткий срок. Помимо этого, вся игра с Романовыми казалась мне слишком простой. Меня убедили, что американцы поверят, так как на Западе они очень любят великих исторических личностей, особенно русских. И всё же я был против игры… К сожалению, я не знаю, как далее развивалось это дело, поскольку меня уволили с должности. Голеневский дезертировал, и за кадром было много информационного шума по этому поводу. Трудно сказать, удалось ли достигнуть хоть каких-то оперативных целей.
Оригинальный текст (пол.)Sprawa Michała Goleniewskiego miała być specjalną kombinacją operacyjną, przeprowadzaną przez wywiad polski, Departament I MSW, wspólnie z wywiadem Związku Radzieckiego I Zarząd Główny KGB. Czy Goleniewski był wariatem, jak tego chce myj przyjaciel Henryk Wendrowski? Myślę, że Goleniewski nie był większym wariatem niż my wszyscy. Czy był współpracownikiem CIA, a myśmy o tym nie wiedzieli? Był współpracownikiem, ale myśmy o tym wiedzieli. Bo sam nam o tym powiedział. Gdy otrzymał propozycję współpracy, przyszedł i zameldował. Rozmawiałem z nim osobiście na ten temat. Dopiero później się dowiedziałem, że od towarzyszy radzieckich otrzymał radę, aby szukał kontaktów z CIA, miał to robić w taki sposób, aby wyglądało, że Amerykanie sami go złowili. Jak wiadomo, udało mu się to doskonale. Następnym krokiem miała być dezercja Goleniewskiego i odegranie spektaklu z dochodzeniem praw do tronu rosyjskiego. Szykowano nawet jakąś damę, która miała mu w tych staraniach pomagać. Dezercja była powtórzeniem manewru wykonanego wcześniej przez Józefa Światłę. Miałem nieco inne zdanie na ten temat. Uważałem, że nie należy powtarzać tego typu operacji, w dodatku nie w pełni udanej, w tak krótkim czasie. Poza tym, cała gra w Romanowów wydawała mi się bardzo prostacka. Przekonywano mnie, że Amerykanie uwierzą, gdyż na Zachodzie bardzo lubią wielkie postaci historyczne, a rosyjskie w szczególności. Mimo to byłem przeciwny grze… Niestety, nie wiem, jak dalej rozwijała się ta sprawa, albowiem zostałem zwolniony z resortu. Goleniewski zdezerterował, w kuluarach było dużo szumu informacyjnego na ten temat. Czy jednak osiągnięto zakładane cele operacyjne, trudno powiedzieć.

В 1988 году Голеневского наградили медалью ЦРУ «За выдающуюся службу в разведке», отметив его выполнение задач по защите национальных интересов США, которое было сопряжено с риском. Вместе с тем в ЦРУ не интересовались тем, что именно происходило с Голеневским после его ухода на пенсию. По словам писателя Тима Тейта, вскоре с документов ЦРУ касаемо Голеневского и его личных писем был снят гриф секретности, что позволило сформировать картину деятельности Голеневского в плане его перехода на сторону Запада и последующего сотрудничества с западными разведслужбами. Однако документы MI5 о Голеневском и после его смерти остались засекреченными в связи с некоей «продолжающейся чувствительностью» (англ. continuing sensitivity), что вызвало у Тейта удивление.
12 июля 1993 года Михал Голеневский после продолжительной болезни скончался в Нью-Йорке, в госпитале Ленокс, о чём сообщил в одной из польских газет бывший сотрудник польской разведки. В некрологе были упомянуты слова Ирмгард Кампф и дочери Татьяны, которые полагали, что Михал сотрудничал с ЦРУ, только чтобы остановить «коммунистическое зло». В 1997 году вышла монография «Поле битвы — Берлин» авторства Дэвида Мёрфи, начальника берлинской резидентуры ЦРУ и «русского» отдела ЦРУ, и генерал-лейтенанта КГБ СССР, начальника 3-го «германского» отдела Первого главного управления КГБ СССР Сергея Кондрашева, в которой были представлены первые рассекреченные документы ЦРУ о деле Михала Голеневского.

## Образ в культуре
В художественном романе Вальдемара Лысяка «Худший» главный герой, полковник КГБ Мечислав Гельдбаум, рассказывает о деле Голеневского, утверждая, что оно «стоило Нобелевской премии и „Оскара“ вместе взятых».

## Награды
Польша
- Кавалерский крест ордена Возрождения Польши (1959 год), Бронзовый Крест Заслуги (1946 год)[45][53][178]. Лишён всех наград по приговору Варшавского окружного военного суда от 23 января 1961 года[4].

США
- Медаль «За выдающуюся службу в разведке»[англ.] (1988 год)[175].

### На русском
- Полмар Н.[англ.], Аллен Т.Б.[англ.]. Энциклопедия шпионажа = Spy Book / Пер. с англ. В. Смирнова. — М.: Крон-пресс, 1999. — 816 с.

### На английском
- Christopher Andrew, Vasili Mitrokhin. The Sword and the Shield: The Mitrokhin Archive and the Secret History of the KGB. — Basic Books, 1999. — ISBN 0-465-00310-9.
- Kevin Coogan. The Spy Who Would Be Tsar: The Mystery of Michal Goleniewski and the Far-Right Underground (англ.). — Routledge, 2021. — ISBN 1000399877.
- Gyeorgos Ceres Hatonn. Focus of Demons: Real Gremlins in the Works. — Las Vegas, Nevada: Phoenix Source Distributors, Inc., 1994.
- Robert K. Massie. The Romanovs: The Final Chapter. — Random House, 1995. — С. 149—159.
- Guy Richards. The Hunt for the Czar. — Doubleday, 1970.
- Nigel West[англ.]. The A to Z of British Intelligence. — Scarecrow Press, 2009. — 718 с. — ISBN 9780810870284.
- Peter Wright[англ.]. The Candid Autobiography of a Senior Intelligence Officer[англ.]. — Stoddart Publishing, 1987.

### На польском
- Leszek Pawlikowicz. Podpułkownik Michał Goleniewski // Tajny front zimnej wojny: uciekinierzy z polskich służb specjalnych 1956—1964 (пол.). — Warszawa: Oficyna Wydawn. RYTM, 2004. — С. 215—301. — 361 с. — ISBN 9788373990746.
- Aparat Bezpieczeństwa w województwie gdańskim w latach 1945–1990. Obsada stanowisk kierowniczych. Informator (пол.) / Marcin Węgliński. — Gdańsk: Instytut Pamięci Narodowej, 2010. — Т. 5. — 432 с.
- Henryk Piecuch[пол.]. Akcje Specjalne: Od Bieruta do Ochaba (пол.). — Warszawa: Agencja Wydawnicza CB, 1996. — 532 с. — (Tajna Historia Polski). — ISBN 9788386244058.
- Witold Bagieński. Analiza sprawy ppłk. Michała Goleniewskiego, uciekiniera z wywiadu PRL // Studia nad wywiadem i kontrwywiadem Polski w XX wieku (пол.) / Wojciech Skóra, Paweł Skubisz. — Szczecin: Instytut Pamięci Narodowej, Komisja Ścigania Zbrodni przeciwko Narodowi Polskiemu, 2016. — Т. 3. — С. 551—592. — 778 с. — ISBN 9788361336358.